# Sergio Rubén Blanco
Sergio Blanco (Montevideo, Uruguay, 25 de noviembre de 1981) es un exfutbolista y entrenador uruguayo. Jugaba como delantero y su último equipo fue el Montevideo Wanderers Fútbol Club de la Primera División de Uruguay. Actualmente dirige al Celaya F.C. de la Liga de Expansión MX.

Es el actual goleador histórico de Montevideo Wanderers
Club del que además es hincha y ex-técnico 
Además es el quinto goleador de la historia de la primera división del fútbol uruguayo.

## Trayectoria
Empezó su carrera en el cuadro Montevideo Wanderers de Uruguay, con un paso más que exitoso se llevó a cabo su venta al exterior a países como México, China, Argentina y Perú, pero siempre regresando al cuadro en el que se formó. A nivel local, también se destacó en el Club Nacional de Football y jugó una temporada en Montevideo City Torque. Cerró su carrera como jugador profesional en Montevideo Wanderers, club que llegó a dirigir en 2022-2023.

### Como futbolista
| Club                   | País      | Año       |
| ---------------------- | --------- | --------- |
| Montevideo Wanderers   | Uruguay   | 2000-2003 |
| Club América           | México    | 2003      |
| San Luis               | México    | 2004      |
| Montevideo Wanderers   | Uruguay   | 2004-2005 |
| Dorados de Sinaloa     | México    | 2005-2006 |
| Montevideo Wanderers   | Uruguay   | 2006-2007 |
| Shanghái Shenhua       | China     | 2007-2008 |
| Nacional               | Uruguay   | 2008-2010 |
| Querétaro              | México    | 2010      |
| Necaxa                 | México    | 2011      |
| Montevideo Wanderers   | Uruguay   | 2012      |
| Patronato              | Argentina | 2012      |
| Montevideo Wanderers   | Uruguay   | 2013-2014 |
| Sporting Cristal       | Perú      | 2014-2015 |
| Montevideo Wanderers   | Uruguay   | 2016-2018 |
| Montevideo City Torque | Uruguay   | 2019-2020 |
| Montevideo Wanderers   | Uruguay   | 2021      |

### Como entrenador
| Club                | País    | Año         | P  | PG | PE | PP | Rendimiento |
| ------------------- | ------- | ----------- | -- | -- | -- | -- | ----------- |
| Montevideo Wanderes | Uruguay | 2022-2023   | 39 | 15 | 10 | 14 | 47.86%      |
| Celaya F.C.         | México  | 2024-Actual | 37 | 16 | 12 | 9  | 54.05%      |
| Total               | Total   | Total       | 76 | 31 | 22 | 24 | 50.44       |

## Estadísticas
| Montevideo Wanderers · Uruguay | 2.ª                 |                     |     |     |    |   |    |   |     |     |      |
| Montevideo Wanderers · Uruguay | 2.ª                 | 2000                | 12  | 2   | —  | — | —  | — | 12  | 2   | 0,16 |
| Montevideo Wanderers · Uruguay | 1.ª                 | 2001                | 24  | 5   | —  | — | —  | — | 24  | 5   | 0,21 |
| Montevideo Wanderers · Uruguay | 1.ª                 | 2002                | 19  | 8   | —  | — | 8  | 3 | 27  | 11  | 0,41 |
| Montevideo Wanderers · Uruguay | 1.ª                 | 2003                | 16  | 7   | —  | — | —  | — | 16  | 7   | 0,43 |
| América · México | 1.ª                 |                     |     |     |    |   |    |   |     |     |      |
| América · México | 1.ª                 | 2003-04             | 8   | 1   | —  | — | —  | — | 8   | 1   | 0,12 |
| América · México | Total club          | Total club          | 8   | 1   | 0  | 0 | 0  | 0 | 8   | 1   | 0,12 |
| San Luis · México | 1.ª                 |                     |     |     |    |   |    |   |     |     |      |
| San Luis · México | 1.ª                 | 2004                | 6   | 5   | —  | — | —  | — | 6   | 5   | 0,83 |
| San Luis · México | Total club          | Total club          | 6   | 5   | 0  | 0 | 0  | 0 | 6   | 5   | 0,83 |
| Montevideo Wanderers · Uruguay | 1.ª                 |                     |     |     |    |   |    |   |     |     |      |
| Montevideo Wanderers · Uruguay | 1.ª                 | 2004                | 15  | 4   | —  | — | —  | — | 15  | 4   | 0,63 |
| Montevideo Wanderers · Uruguay | 1.ª                 | 2005                | 32  | 21  | —  | — | 1  | 0 | 33  | 21  | 0,63 |
| Dorados de Sinaloa · México | 1.ª                 |                     |     |     |    |   |    |   |     |     |      |
| Dorados de Sinaloa · México | 1.ª                 | 2005-06             | 10  | 0   | —  | — | —  | — | 10  | 0   | 0,00 |
| Dorados de Sinaloa · México | Total club          | Total club          | 10  | 0   | 0  | 0 | 0  | 0 | 10  | 0   | 0,00 |
| Montevideo Wanderers · Uruguay | 1.ª                 |                     |     |     |    |   |    |   |     |     |      |
| Montevideo Wanderers · Uruguay | 1.ª                 | 2006                | 13  | 11  | —  | — | —  | — | 13  | 11  | 0,84 |
| Montevideo Wanderers · Uruguay | Total club          | Total club          | 13  | 11  | 0  | 0 | 0  | 0 | 13  | 11  | 0,84 |
| Shanghái Shenhua China | 1.ª                 |                     |     |     |    |   |    |   |     |     |      |
| Shanghái Shenhua China | 1.ª                 | 2007                | 20  | 5   | —  | — | 2  | 1 | 22  | 6   | 0,27 |
| Shanghái Shenhua China | Total club          | Total club          | 20  | 5   | 0  | 0 | 2  | 1 | 22  | 6   | 0,27 |
| Nacional · Uruguay | 1.ª                 |                     |     |     |    |   |    |   |     |     |      |
| Nacional · Uruguay | 1.ª                 | 2007-08             | 5   | 0   | 5  | 3 | —  | — | 10  | 3   | 0,30 |
| Nacional · Uruguay | 1.ª                 | 2008-09             | 19  | 5   | 5  | 3 | 4  | 0 | 28  | 8   | 0,28 |
| Nacional · Uruguay | 1.ª                 | 2009-10             | 25  | 13  | —  | — | 5  | 0 | 30  | 13  | 0,43 |
| Nacional · Uruguay | Total club          | Total club          | 49  | 18  | 10 | 6 | 9  | 0 | 68  | 24  | 0,35 |
| Querétaro · México | 1.ª                 |                     |     |     |    |   |    |   |     |     |      |
| Querétaro · México | 1.ª                 | 2010-11             | 16  | 8   | —  | — | —  | — | 16  | 8   | 0,50 |
| Querétaro · México | Total club          | Total club          | 16  | 8   | 0  | 0 | 0  | 0 | 16  | 8   | 0,50 |
| Necaxa · México | 1.ª                 |                     |     |     |    |   |    |   |     |     |      |
| Necaxa · México | 1.ª                 | 2010-11             | 16  | 2   | —  | — | —  | — | 16  | 2   | 0,20 |
| Necaxa · México | 1.ª                 | 2012                | 6   | 1   | —  | — | —  | — | 6   | 1   | 0,16 |
| Necaxa · México | Total club          | Total club          | 22  | 3   | 0  | 0 | 0  | 0 | 22  | 3   | 0,13 |
| Montevideo Wanderers · Uruguay | 1.ª                 |                     |     |     |    |   |    |   |     |     |      |
| Montevideo Wanderers · Uruguay | 1.ª                 | 2012                | 13  | 5   | —  | — | —  | — | 13  | 5   | 0,38 |
| Patronato Argentina | 1.ª                 |                     |     |     |    |   |    |   |     |     |      |
| Patronato Argentina | 1.ª                 | 2013                | 22  | 3   | 1  | 1 | —  | — | 23  | 4   | 0,14 |
| Patronato Argentina | Total club          | Total club          | 22  | 3   | 1  | 1 | 0  | 0 | 23  | 4   | 0,14 |
| Montevideo Wanderers · Uruguay | 1.ª                 |                     |     |     |    |   |    |   |     |     |      |
| Montevideo Wanderers · Uruguay | 1.ª                 | 2013-14             | 26  | 18  | —  | — | —  | — | 26  | 18  | 0,69 |
| Montevideo Wanderers · Uruguay | 1.ª                 | 2014                | 2   | 1   | —  | — | —  | — | 2   | 1   | 0,50 |
| Sporting Cristal · Perú | 1.ª                 |                     |     |     |    |   |    |   |     |     |      |
| Sporting Cristal · Perú | 1.ª                 | 2014                | 19  | 9   | —  | — | —  | — | 19  | 9   | 0,47 |
| Sporting Cristal · Perú | 1.ª                 | 2015                | 27  | 7   | 7  | 2 | 6  | 1 | 40  | 10  | 0,25 |
| Sporting Cristal · Perú | Total club          | Total club          | 46  | 16  | 7  | 2 | 6  | 1 | 59  | 19  | 0,32 |
| Montevideo Wanderers · Uruguay | 1.ª                 |                     |     |     |    |   |    |   |     |     |      |
| Montevideo Wanderers · Uruguay | 1.ª                 | 2016                | 25  | 6   | —  | — | 5  | 0 | 30  | 6   | 0,20 |
| Montevideo Wanderers · Uruguay | 1.ª                 | 2017                | 36  | 11  | —  | — | 4  | 3 | 40  | 14  | 0,35 |
| Montevideo Wanderers · Uruguay | 1.ª                 | 2018                | 15  | 1   | —  | — | 2  | 0 | 17  | 1   | 0,06 |
| Montevideo City Torque · Uruguay | 2.ª                 |                     |     |     |    |   |    |   |     |     |      |
| Montevideo City Torque · Uruguay | 2.ª                 | 2019                | 11  | 1   | —  | — | —  | — | 11  | 1   | 0,09 |
| Montevideo City Torque · Uruguay | 1.ª                 | 2020                | 7   | 0   | —  | — | —  | — | 7   | 0   | 0,00 |
| Montevideo City Torque · Uruguay | Total club          | Total club          | 18  | 1   | 0  | 0 | 0  | 0 | 18  | 1   | 0,05 |
| Montevideo Wanderers · Uruguay | 1.ª                 |                     |     |     |    |   |    |   |     |     |      |
| Montevideo Wanderers · Uruguay | 1.ª                 | 2020                | 8   | 1   | —  | — | 1  | 0 | 9   | 1   | 0,11 |
| Montevideo Wanderers · Uruguay | Total club          | Total club          | 228 | 101 | 0  | 0 | 21 | 6 | 249 | 107 | 0,43 |
| Total en su carrera | Total en su carrera | Total en su carrera | 473 | 161 | 18 | 9 | 38 | 8 | 529 | 178 | 0,33 |
| (1) Incluye datos de la Copa AUF Uruguay y Torneo del Inca. (2) Incluye datos de la Copa Libertadores, Copa Conmebol, Liga de Campeones de la AFC y Copa Sudamericana. (3) Media de goles por encuentro. No incluye goles en partidos amistosos. |                     |                     |     |     |    |   |    |   |     |     |      |

### Resumen estadístico
| Competición             | Partidos | Goles | Promedio |
| ----------------------- | -------- | ----- | -------- |
| Primera División        | 450      | 158   | 0,35     |
| Segunda División        | 23       | 3     | 0,13     |
| Copas nacionales        | 18       | 9     | 0,47     |
| Torneos internacionales | 38       | 8     | 0,21     |
| Selección de Uruguay    | 6        | 1     | 0,16     |
| Total                   | 535      | 179   | 0,34     |

## Palmarés

### Títulos nacionales
| Título                    | Club                 | País    | Año  |
| ------------------------- | -------------------- | ------- | ---- |
| Segunda División          | Montevideo Wanderers | Uruguay | 2000 |
| Liguilla Pre-Libertadores | Montevideo Wanderers | Uruguay | 2001 |
| Liguilla Pre-Libertadores | Nacional             | Uruguay | 2008 |
| Torneo Apertura           | Nacional             | Uruguay | 2008 |
| Campeonato Uruguayo       | Nacional             | Uruguay | 2009 |
| Torneo Apertura           | Nacional             | Uruguay | 2009 |
| Torneo Clausura           | Wanderers            | Uruguay | 2014 |
| Torneo Clausura           | Sporting Cristal     | Perú    | 2014 |
| Torneo Descentralizado    | Sporting Cristal     | Perú    | 2014 |
| Torneo Apertura           | Sporting Cristal     | Perú    | 2015 |
| Segunda División          | Torque               | Uruguay | 2019 |

### Distinciones individuales
| Distinción                                                     | Año           |
| -------------------------------------------------------------- | ------------- |
| Máximo goleador del Torneo Apertura (11 goles)                 | 2006          |
| Máximo goleador del Torneo Apertura (11 goles)                 | 2013          |
| Máximo goleador histórico del Montevideo Wanderers (125 goles) | 2017-presente |